# Stanisław Małachowski (podporucznik)
Stanisław Małachowski hrabia herbu Nałęcz (ur. 11 października 1798, w Warszawie –  zm. 22 lutego 1883 w Krakowie) – podporucznik z czasów powstania listopadowego 1831, emigrant i pisarz polityczny.

## Życiorys
Syn Jana Nepomucena i Rozalii Świdzińskiej. Uczył się w Collegium Nobilium następnie wyjechał do Niemiec i Francji. Po powrocie w 1822 zarządzał rodzinnym majątkiem. Podczas powstania listopadowego służył jako ochotnik w drugim pułku ułanów. Dosłużył się stopnia podporucznika, został odznaczony Złotym Krzyżem Virtuti Militari. Pozostawił po sobie wspomnienia z lat powstania listopadowego. Po powstaniu znalazł się na emigracji. W 1854 został wybrany podskarbim Towarzystwa Historyczno-Literackiego w Paryżu. W 1862 odwiedził siostrę Cecylię w Krakowie i postanowił na stałe sprowadzić się do niej co nastąpiło jesienią tego samego roku. Nie założył rodziny i zmarł bezpotomnie. Pochowany został na cmentarzu Rakowickim w Krakowie, w pasie La przy murze cmentarnym. Są tam pochowane także jego siostry: Paulina Małachowska, Cecylia Małachowska. Grobowiec wykonał znany krakowski rzeźbiarz Edward Stehlik. W 2010 r. grobowiec został poddany konserwacji.

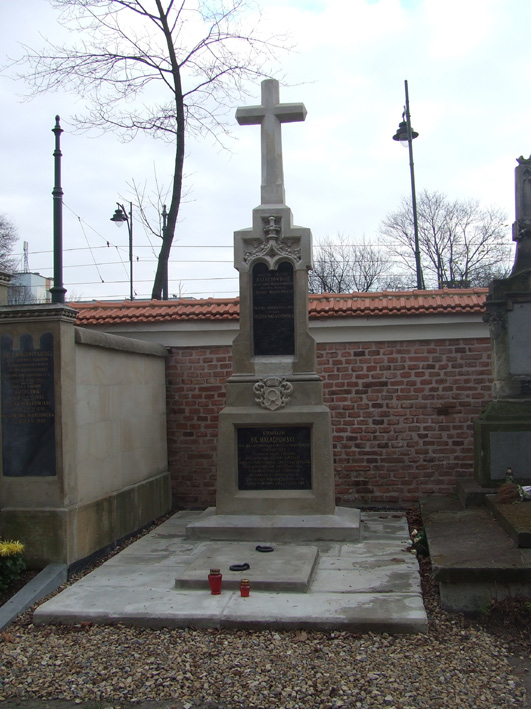
Grobowiec Stanisława Małachowskiego
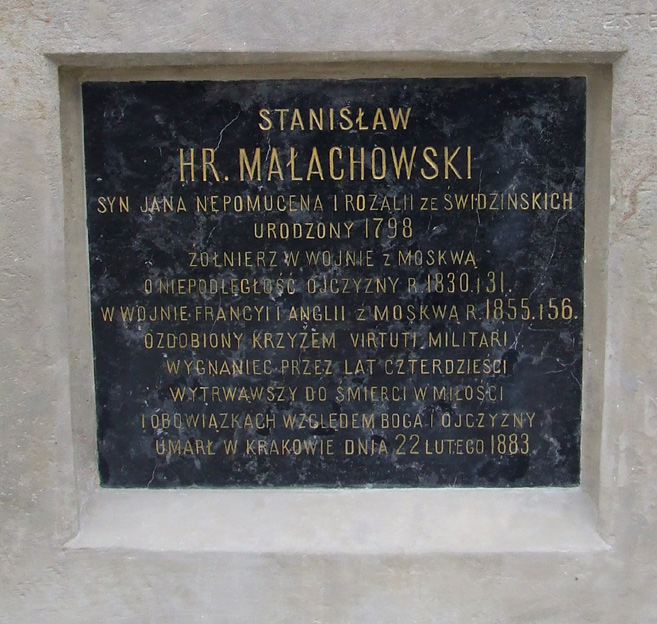
Dolna tablica grobowca Małachowskich